# Mielno (gromada)
Mielno – dawna gromada, czyli najmniejsza jednostka podziału terytorialnego Polskiej Rzeczypospolitej Ludowej w latach 1954–1972.
Gromady, z gromadzkimi radami narodowymi (GRN) jako organami władzy najniższego stopnia na wsi, funkcjonowały od reformy reorganizującej administrację wiejską przeprowadzonej jesienią 1954 do momentu ich zniesienia z dniem 1 stycznia 1973, tym samym wypierając organizację gminną w latach 1954–1972.
Gromadę Mielno z siedzibą GRN w Mielnie (wówczas wsi) utworzono 31 grudnia 1961 w powiecie koszalińskim w woj. koszalińskim z obszarów miejscowości Mielno i Unieście, wyłączonych z gromady Mścice w tymże powiecie.
W 1965 roku gromadą zarządzało 20 członków gromadzkiej rady narodowej.
Gromada przetrwała do końca 1972 roku, czyli do kolejnej reformy gminnej. 1 stycznia 1973 w powiecie koszalińskim utworzono gminę Mielno.